# 陶應龍
陶應龍（1509年—1579年），字文化，號雲峰，直隸真定府冀州棗強縣人，軍籍，明朝政治人物。

## 生平
年十三，補邑庠諸生，嘉靖二十八年（1549年）己酉科順天府鄉試第一百十八名舉人。四十二歲中式嘉靖二十九年（1550年）庚戌科會試第二百四十六名，三甲第一百七十八名進士。三十一年任河南仪封县知县，三十三年奔父喪歸里。三十六年服阕謁选，八月授湖广道試御史，三十七年二月實授，巡按辽东，後稱病歸乡。家居二十余年，萬曆七年卒于家，年七十一。

## 家族
曾祖陶源；祖父陶全；父陶明，母楊氏。具庆下。弟應麒。